# Huamani de Lurin
Lurin fue un huamani (provincia) del Imperio Incaico, uno de los 52 que conforman el Chinchaysuyo. Su territorio actualmente es parte del Perú.
También fue denominado como Pachacámac. Su territorio abarcó al actual departamento de Lima, exceptuando partes de la serranía como la correspondiente a la provincia de Huarochirí. Fue establecida después de la conquista del curacazgo de Ychsma y el de Collique, siendo su territorio una síntesis de estos reinos andinos.

## Administración

### El wamani
Pachacámac fue un wamani, es decir una provincia inca, por lo que se ha estimado su número de tributarios (hombres en edad de trabajar) en 40 000 aproximadamente según los esquemas de división inca.

### Los hunus
Las provincias Incas, al igual que muchas otras entidades subnacionales, están divididos en otras entidades políticas de menor envergadura. En el caso de los wamani inca estas eran los hunus, que en el caso de Pachacámac abarcaron el territorio de cada uno de los valles que se encontraban en la provincia. Así, existieron cuatro en el wamani:
- Maranga
- Carbayllo
- Pachacámac
- Surco

### Los curacazgos menores
Los hunus a su vez estuvieron conformados por un número no definido de posibles curacazgos, llamados guarangas. En el caso de los las guarangas de los hunus de Pachacámac algunas fueron los siguientes:
- Maranga-Rimac: Maranga, Rimac, Callao (Piti-Piti)
- Surco: Guatca, Surco, Lati
- Carabayllo: Colli, Amancaes
- Pachacámac: Manchay, Caringas, Quilcaycuna[5]

## Historia

### Pachacámac pre inca
Los territorios pertenecientes a este wamani antes estaban ocupados por dos curacazgos: el de Colli, que abarcó todo el valle del Chillón; y el de Ychsma, que abarcó los valles de Lurín y Rímac. Ambos terminaron cayendo bajo poder cusqueño en el reinado de Tupac Yupanqui aunque el proceso de anexión al Tawantinsuyo sucedió de manera distinta en cada caso. Mientras que, la anexión de Ychsma fue pacífica, la de Colli se manifestó en una guerra que terminó con la muerte en plena guerra del Colli Capac. Este último conflicto probablemente se dio motivado por la presencia de cocales en el curacazgo de Quivi, supeditado al estado Colli.

### Pachacámac inca
Durante el dominio inca, se modificaron ciudades y pueblos ya existentes, haciéndose presente la arquitectura cusqueña en muchos centros poblados de la provincia, como fue el caso de la ciudad sagrada de Pachacámac, donde se construyó un Acllahuasi; o el caso del complejo arqueológico Mateo Salado, que fue ampliado y algunos edificios del mismo reutilizados como cementerios. 

#### La masacre de Quivi
Poco tiempo después de la conquista inca del curacazgo de Colli, el curaca de Quivi fue acusado de conspirar contra el inca. Para confirmar dichas sospechas, Tupac Yupanqui envió a un miembro de la realeza llamado Apo Yupanqui quien confirmó la acusación. En señal de castigo, el por entonces curaca de Quivi fue conducido al Cusco y ejecutado, siendo posteriormente ejecutados todos los hombres del curacazgo, dejando solo con vida a las mujeres y niños.

## Ciudades
Muchas de las ciudades y pueblos que existían en Pachacámac eran de época pre inca, datando de la era Ychsma y Colli, hasta remontándose a periodos más antiguos como la dominación Wari o la hegemonía Lima y Chancay en la región. Lo que hicieron los incas, en muchos casos, fue simplemente modificar las estructuras ya existentes, siendo estas nuevas construcciones las visibles a día de hoy.

### Pachacámac
Siendo probablemente la ciudad capital del curacazgo de Ychsma, fue un centro de peregrinación para habitantes de todo el antiguo Perú que venían a hacerle culto al Dios al cuál estaba dedicado el templo de la ciudadela: Pachacámac. Durante el dominio inca, la imponente ciudadela sufrió una serie de cambios que terminaron por darle la forma con la que actualmente es conocida. Datan de la modificación inca las murallas que encierran a los templos principales (Templo Pintado, Templo del Sol, Templo Viejo y un edificio cuadrangular calificado como templo), el Templo del Sol llamado Punchao Cancha, el ushnu o plaza que se encontraba frente a pequeño edificio con baño ritual, y el Acllahuasi o "Casa de las escogidas".

### Armatambo
El  importante centro administrativo de Armatambo, ubicado en tierras del curacazgo de Surco, no fue ajeno a las modificaciones hechas durante el dominio cusqueño. En esta ciudad prehispánica muchas construcciones ychsmas (que hacían uso del tapial) fueron superpuestas por arquitectura de clara afiliación inca (cuál hacía uso de adobes rectangulares y paralelepípedos).

### Mateo Salado
Siendo por su extensión más un pueblo que una ciudad, Mateo Salado es una de las obras arquitectónicas ychsmas que más se asemejan a como eran antes de la conquista inca, pues la presencia de arquitectura inca es mínima. La mayoría de adobes paralelepípedos se encontraron como parte de muros de tapia o conformando plataformas pequeñas, destacando dos largos muros en la zona alta del forado en la Pirámide A.

### Maranga
La monumental ciudad precolombina de origen Lima, ubicada en el curacazgo homónimo, también sufrió modificaciones durante el predominio cusqueño de la región destacando la remodelación y ampliación de muchas murallas, muros perimetrales y caminos. Igualmente, se documentó la construcción de nuevos construcciones como fue el caso de Huaca la Palma, destacada por sus frisos de aves o el caso del Palacio Inca. El uso de adobes paralelepípedos ha sido documentado en Maranga más estos son escasos en todo el monumental complejo.

### Rímac
El pueblo de Rímac fue un centro administrativo de proporciones no calculables puesto que las construcciones de arquitectura occidental fueron superpuestas sobre las indígenas. Fue sede de gobierno del curacazgo del Rímac, gobernado por la familia de los Taulichusco, a la cual perteneció el famoso Taulichusco el viejo, quién recibió a los españoles. Fue refundado por Francisco Pizarro como la Ciudad de los Reyes, la futura capital del Virreinato del Perú. 